# 金容俊 (演員)
金容俊（韓語：김용준；1971年5月日—）是一位韓國男演員。

## 簡歷
金容俊於1997年通過演友舞臺《來看我》出道，並出演《七水與萬水》、《海霧》、《十二怒漢》、《洪俊是法老》等多部話劇舞臺，展現實力派演員！ 之後5年左右在美國工作及學習演技。回到韓國後，和同事們一起成立了"創作工坊/창작공방"，專門翻譯外國劇本。同時也成為西京大學表演藝術系的老師及繼續當演員。

## 演出作品

### 電視劇
- 2018年：MBC《時間》飾演 王浩泰
- 2019年：tvN《自白》飾演 法醫學組長
- 2020年：MBC《The Game：向著零時》飾演 趙弼斗[5]
- 2021年：JTBC《Law School》飾演 金檢察總長(EP2)
- 2023年：JTBC《壞媽媽》飾演 調查員(EP2)
- 2023年：JTBC《歡迎來到王之國》飾演 操控人參收割機器人員(EP6)
- 2023年：JTBC《摸心第六感》飾演 林允彬(EP11,13-15)
- 2024年：TVING 《愛情少一啪》飾演 珠寶店老闆(EP4)
- 2024年：ENA《碰撞搜查線》飾演 李勝雅的爸爸(EP11,12)
- 2024年：Disney+《照明商店》飾演 金玄民父親(EP2,5)
- 2025年：Netflix《苦盡柑來遇見你》飾演 卞社長(EP14,15)
- 2025年：JTBC《協商的技術》飾演 海豚飯店CEO(EP8)
- 2025年：JTBC《比天堂還美麗》飾演 電影導演(EP4)
- 2025年：tvN《拜託戒酒吧》飾演 朴俊勇(EP9,10)
- 2025年：tvN《瑞草洞》飾演 趙昌原的父親(EP3,7,11)

### 電影
- 1988年：《燕山日記》
- 2007年：《華麗的假期》飾演 民兵
- 2014年：《慾望首爾》飾演 皮膚科醫生
- 2016年：《暗黑捕食者》飾演 中國餐館老闆
- 2016年：《宇宙的聖誕節》飾演 天主教神父
- 2016年：《綻放》飾演 龍秀
- 2017年：《祝你生日劊樂》飾演 舅舅/教會長老
- 2018年：《妙探事務所》飾演 工廠長
- 2018年：《親愛的仇人》飾演 叔叔
- 2019年：《82年生的金智英》飾演 楊理事
- 2019年：《神之一手：鬼手篇》飾演 圍棋手
- 2020年：《喋血雙雄》飾演 咖啡廳客人
- 2021年：《我們三姊妹》飾演 主任牧師
- 2021年：《永生戰》飾演 與後車發生爭執的男子
- 2023年：《陰影下的她》飾演 素熙父親
- 2023年：《韓山島海戰》
- 2023年：《格殺福順》飾演 容代表
- 2023年：《夢幻宮殿》飾演 浩燮
- 2023年：《按讚、訂閱、開啟小鈴鐺》飾演 保守團體長
- 2023年：《水泥烏托邦：末日浩劫》飾演 林部長
- 2024年：《Strike!娜英（英语：Dolphin (film)）》飾演 領養老金的人

### 話劇
- 1997年：《來看我／날 보러와요》[6]
- 2007-9年：《海霧／해무》
- 2009年：《禁女與貞姬／금녀와 정희》
- 2009年：《吉三峯傳／길삼봉뎐》
- 2010年：《你的睡眠／당신의 잠》[7]
- 2010-11年：《1洞28號 車淑家／1동 28번지 차숙이네》
- 2011年：《2011首爾國際公演藝術節-李爾王／2011서울국제공연예술제-리어왕》
- 2011年：《海霧／해무》
- 2012年：《七水與萬水／칠수와 만수》[8]
- 2012年：《流浪者／노벰버》
- 2013年：《問愛／사랑을 묻다》
- 2013年：《你好，鋼琴／안녕, 피아노》
- 2013年：《因爲是布魯斯，森林／브루스니까 숲》
- 2013年：《2013春季作家冬季舞臺-快遞來了／2013봄 작가 겨울 무대-택배 왔어요》
- 2014年：《SAC CUBE 2014-環島列車／SAC CUBE 2014-환도열차》
- 2014年：《我們去KTV聊聊吧／우리 노래방가서 얘기 좀 할까》
- 2014年：《洪俊是法老／홍준씨는 파라오다》
- 2014年：《怪物／괴물》
- 2015年：《女人不哭／여자는 울지 않는다》
- 2015年：《問愛／사랑을 묻다》
- 2015年：《哈珀里根／하퍼리건》
- 2015年：《漂泊的土地／떠도는 땅》
- 2016年：《SAC CUBE 2016-環島列車／SAC CUBE 2016-환도열차》
- 2016年：《地板貼／장판》
- 2016年：《伊底帕斯-想知道的人／오이디푸스 - 알려고 하는 자》
- 2017年：《惠化洞1號企劃邀請演出歲月號2017-黑色氣息之神／혜화동1번지 기획초청공연 세월호2017-검은 입김의 신》
- 2017年：《果然／역시》
- 2017年：《十二怒漢／12인의 성난 사람들》
- 2018年：《路風燦流浪劇場／로풍찬 유랑극장》
- 2018年：《藝術死了／예술이 죽었다》
- 2018年：《德克薩斯姑姑／텍사스 고모》
- 2018年：《死胡同／막다른 곳의 궁전》
- 2019年：《十二怒漢／12인의 성난 사람들》
- 201年：《人間畫廊／인방갤》
- 201年：《歷史男孩／히스토리 보이즈》
- 2019年：《後悔的人們／후회하는 자들》[9]
- 2021年：《累卵累卵／누란누란》
- 2021年：《內幕交易／내부자거래》
- 2021-2年：《恐怖開始／공포가 시작된다》[10]
- 2022年：《看不見的手／보이지 않는 손》
- 2023年：《Etude／에뛰드》
- 2023年：《樹上的軍隊／나무 위의 군대》[11]
- 2023年：《森林／숲》
- 2024年：《哈姆雷特／햄릿》

## 外部連結
- 金容俊在NAVER上的资料
- 金容俊在Daum上的资料
- 金容俊在韩国电影数据库（KMDb）上的資料（韓語）